# Bell AH-1 Cobra
AH-1 Cobra là loại máy bay trực thăng chiến đấu đa nhiệm vụ hai cánh quạt một động cơ do công ty sản xuất máy bay Bell (Bell Helicopter) chế tạo. Nó có hệ thống động cơ, truyền động và hệ thống cánh quạt tương tự như UH-1 Iroquois. Nó cũng được gọi là HueyCobra hoặc Snake.
AH-1 từng là máy bay trực thăng chiến đấu chủ lực của quân đội Hoa Kỳ, nhưng hiện nay đã được thay thế bằng AH-64 Apache. AH-1 được vẫn sử dụng với phiên bản nâng cấp mới trong quân đội của nhiều quốc gia khác. Phiên bản AH-1 hai động cơ vẫn đang phục vụ trong Thủy quân Lục chiến Hoa Kỳ như là máy bay trực thăng tấn công chính.

## Phát triển

### Bối cảnh
Lý do phát triển AH-1 liên quan tới model tiền nhiệm UH-1 Iroquois từng là biểu tượng chiến đấu trong Chiến tranh Việt Nam và cũng là một trong những loại máy bay trực thăng phục vụ nhiều nhất cho đến nay. Việc hiện diện quân sự lớn của Mỹ ở Việt Nam đã mở ra một kỷ nguyên mới của chiến tranh hiện đại. Trong các chiến dịch, quân đội Mỹ sử dụng một lượng lớn các máy bay trực thăng, và sự bảo vệ của các máy bay trực thăng đã trở thành một vai trò quan trọng trong các chiến dịch. Năm 1962, một số lượng nhỏ trực thăng UH-1A được trang bị súng máy và tên lửa được sử dụng trong việc áp tải và đổ bộ.
Không giống như trước kia, quân đội Mỹ không thể đánh nhau với đối thủ của họ trong một trận chiến dài, bởi vì họ không thể vừa đánh vừa giữ. Họ cần loại máy bay có thể hỗ trợ ở tầm thấp, và nhiều máy bay đã được sử dụng trong việc này. Nhưng các máy bay trực thăng UH-1 của Mỹ dễ bị tổn thương hoặc bị bắn rơi do hỏa lực phòng không của lực lượng Quân giải phóng miền Nam. Cách duy nhất để đảm bảo an toàn từ trên không cho khu vực đổ bộ là phải có một loại trực thăng với hỏa lực mạnh và giáp dày mới có thể đảm nhiệm nổi việc này.

### Iroquois Warrior và máy bay trinh sát Sioux
Bell bắt đầu phát triển trực thăng vũ trang kể từ cuối những năm 1950, đã tạo ra máy bay trực thăng chiến đấu bay với tên gọi là "Iroquois Warrior". 6/1962 nó biểu diễn cho các quan chức quân đội với ý định kêu gọi tài trợ để phát triển. D-255 Iroquois Warrior được dự kiến sẽ được sử dụng như là một máy bay tấn công dựa trên khung máy bay mảnh mai UH-1B với hai chỗ ngồi trong một buồng lái. Nó có súng phóng lựu trong gắn vào mũi và một súng 20 mm gắn sát dưới cằm. Hai cánh hai bên để gắn tên lửa. Nó sử dụng giáp chống tên lửa.
7/1963, Bell nhận được một hợp đồng phát triển Scout Sioux (trực thăng trinh sát Sioux) dựa trên Model 47. Sioux bay lần đầu tiên vào tháng 7 năm 1963. Sioux có tất cả các tính năng của một máy bay chiến đấu bay trực thăng hiện đại. Một buồng lái hai chỗ ngồi với một súng gắn trên cằm. Các quan chức Mỹ rất ấn tượng trước tính năng của nó, nhưng Sioux được cho là quá nhỏ không thích hợp cho việc chiến đấu.

### Kiểu 209
Tháng 1 năm 1965 Bell đầu tư 1 triệu USD để tiến hành một thiết kế mới và đã cho ra đời kiểu 209 với hệ thống cánh quạt của UH-1C tăng cường bởi một hệ thống điều khiển ổn định Augmentation (SCAS), và turboshaft động cơ T53 của UH-1 của Sioux, kiểu 209 phần lớn là giống như "Iroquois Warrior".
Ở Việt Nam, các cuộc tấn công vào các lực lượng quân đội Mỹ đã gia tăng trong khi có 50.000 binh sĩ Mỹ vào cuối 6/1965. Quân đội Hoa Kỳ cần có một máy bay chiến đấu tạm thời tại Việt Nam và chính phủ Mỹ yêu cầu năm công ty để cung cấp một giải pháp nhanh chóng. Nội dung gửi đến vào cho các công ty vũ trang của ACH Boeing-Vertol-47A, Kaman HH-2C Tomahawk, Piasecki 16H Pathfinder, Sikorsky S-61, và Bell 209.
Ngày 3 tháng 9 năm 1965 Bell tung ra các mẫu thử nghiệm, và bốn ngày sau đó nó thực hiện chuyến bay đầu tiên, chỉ có tám tháng sau khi nghiên cứu. 4/1966, Model 209 được đánh giá là vược trội đối với các máy bay trực thăng của công ty khác. Sau đó, quân đội đã ký hợp đồng sản xuất đầu tiên với 110 chiếc. Bell thêm Cobra vào biệt danh Huey UH-1 của mình để sản xuất HueyCobra tên cho 209. Quân đội áp dụng tên Cobra cho trực thăng chỉ định AH-1G.
Các mẫu thí nghiệm của Model 209 đã được sử dụng trong sáu năm tiếp theo để thử nghiệm vũ khí và trang thiết bị phù hợp. Nó đã được sửa đổi để phù hợp với tiêu chuẩn sản xuất AH-1 của năm 1970. Sau đó đã được cho nghỉ hưu tại Bảo tàng Patton ở Fort Knox, Kentucky.

## Lịch sử hoạt động
Tháng 6 năm 1967, chiếc AH-1G Cobras đầu tiên đã được chuyển giao. AH-1 được sử dụng đầu tiên bởi quân đội Mỹ trong Sự kiện Tết Mậu Thân năm 1968 cho đến cuối chiến tranh Việt Nam. AH-1 hỗ trợ hỏa lực cho lực lượng chiến đấu trên mặt đất, hộ tống máy bay trực thăng vận tải và nhiều vai trò khác, bao gồm cả pháo tên lửa trên không (ARA).
Tiểu đoàn Airmobile được hình thành bằng cách ghép nối đội hình máy bay trực thăng trinh sát OH-6A và AH-1 bay chậm và thấp để tìm và diệt lực lượng đối phương. AH-1Gs có hơn một triệu giờ hoạt động tại Việt Nam. Trong tổng số 1,110 AH-1 tham chiến từ 1967 đến 1973, có khoảng 300 chiếc bị bắn hạ hoặc bị tai nạn trong cuộc chiến.

## Các biến thể
- Bell 209
- AH-1G gốc nguyên mẫu với bánh thu vào hạ cánh trượt. Mô hình số này cũng được sử dụng bởi FAA cho việc đăng ký dân sự của quân đội Mỹ trước đây AH-1 được sử dụng trong cả việc chữa cháy
- AH-1G HueyCobra: 1966 ban đầu mô hình sản xuất máy bay chiến đấu cho quân đội Mỹ, với 1.400 shp (1.000 kW) Avco Lycoming T53-13 turboshaft.
- Jah-1G HueyCobra: Một máy bay trực thăng trang bị vũ khí để thử nghiệm bao gồm cả tên lửa Hellfire và pháo đa thùng
- Z.14 HueyCobra: Hải quân Tây Ban Nha thiết kế dựa trên AH-1G

## Các nước sử dụng
- Hoa Kỳ
- Thổ Nhĩ Kỳ
- Bahrain
- Israel
- Nhật Bản
- Jordan
- Pakistan
- Philippines
- Hàn Quốc
- Thái Lan